# Сорьяно (департамент)
Сорья́но (исп. Soriano) — один из департаментов Уругвая. Расположен к юго-западной части страны, граничит с Аргентиной на западе (граница проходит по реке Уругвай), с департаментами Рио-Негро на севере, Колония на юге и Флорес на востоке. Административный центр — город Мерседес.

## География
Расположен на Лаплатской низменности. Большую часть территории занимают саванны, в долинах рек — вечнозелёные галерейные леса, луга и болота.
Климат субтропический, влажный и мягкий. Средняя температура января составляет 23 °С, июля — 10 °С. Годовое количество осадков от 1000 до 1500 мм.

## Основные населённые пункты
| Населённый пункт                       | Население, чел. (2011) |
| -------------------------------------- | ---------------------- |
| Мерседес (Mercedes)                    | 41 975                 |
| Долорес (Dolores)                      | 17 174                 |
| Кардона (Cardona)                      | 4600                   |
| Пальмитас (Palmitas)                   | 2123                   |
| Хосе-Энрике-Родо (José Enrique Rodó)   | 2120                   |
| Чакрас-де-Долорес (Chacras de Dolores) | 1961                   |
| Сорьяно (Villa Soriano)                | 1124                   |
| Санта-Каталина (Santa Catalina)        | 998                    |

## Административное деление
Департамент Сорьяно делится на 2 муниципалитета:
- Долорес (Dolores)
- Кардона (Cardona)

## Экономика
Основа экономики департамента — сельское хозяйство, Сорьяно занимает одно из первых мест в стране по сбору пшеницы и льняного семени, выращивается также подсолнечник и кукуруза. Животноводство ориентировано на разведение крупного рогатого скота и овец. Развита пищевая промышленность.